# Scoutisme en Pologne

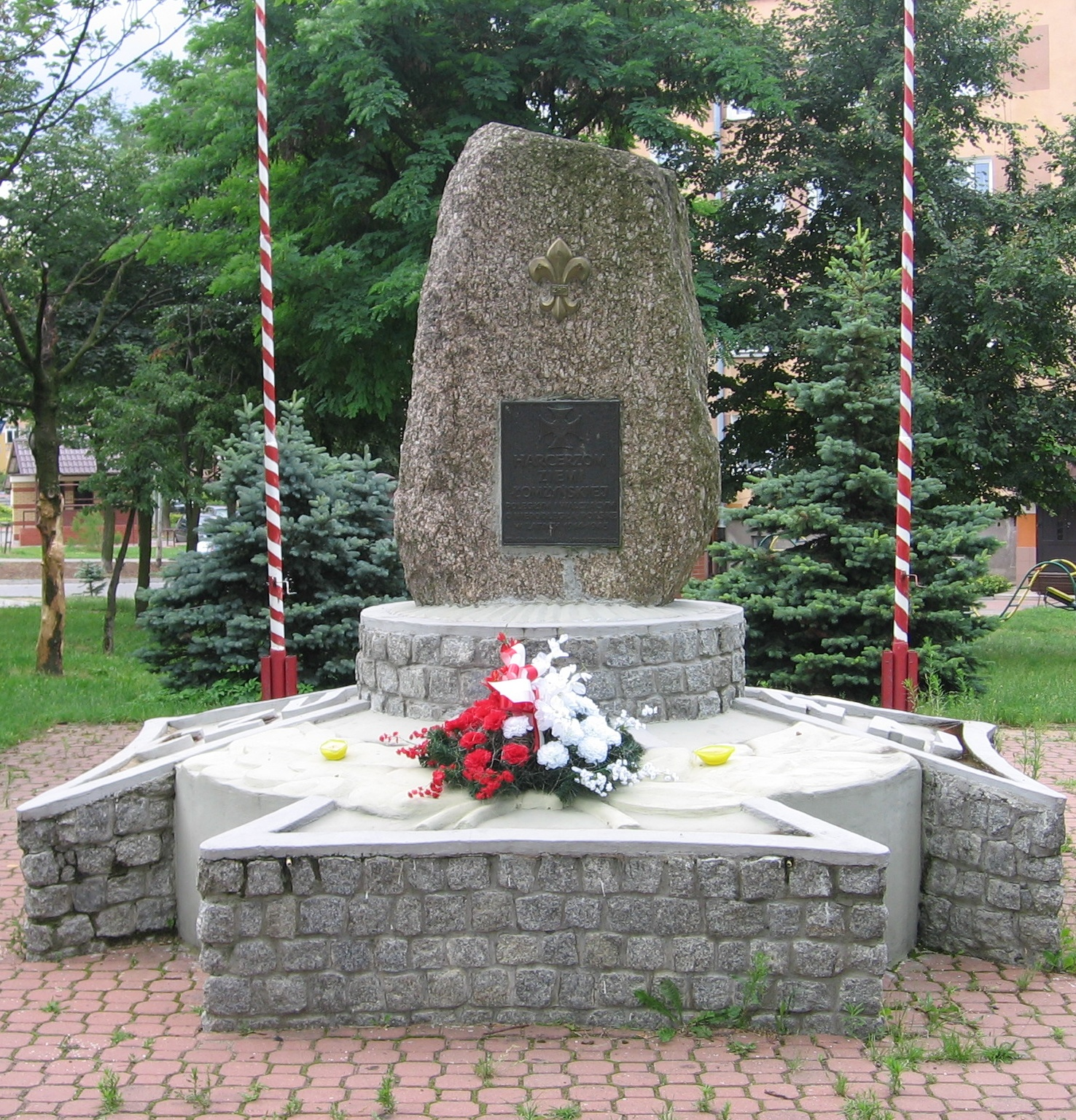
Stèle rendant hommage aux scouts qui ont combattu pour l'indépendance de la Pologne de 1914 à 1945.11 novembre 1996

En Pologne, le scoutisme et le guidisme est essentiellement représenté par deux associations : 
- ZHP - l’Association des scouts de Pologne qui compte environ 100 000 membres, c'est cette dernière qui est reconnue par l'AMGE et l'OMMS,
- ZHR - l’Association des scouts de la république de Pologne d'obédience catholique qui compte environ 20 000 membres.

## Histoire du scoutisme en Pologne

### Des origines à la Seconde Guerre mondiale
L’Association polonaise des Scouts et Guides (ZHP) a été fondée en 1910 par Andrzej Małkowski (et un peu plus tard avec la collaboration de sa femme Olga Drahanowska) qui était fasciné par l’approche éducative de Baden-Powell. À cette époque le territoire actuel de la Pologne ainsi que le mouvement scout étaient partagés entre trois puissances européennes : la Russie, l’Allemagne et l’Autriche. Le quartier général était situé à Lwów (Lemberg) (Galicie autrichienne) et maintenait les contacts entre les trois parties du mouvement dont celle clandestine de Russie où le scoutisme était interdit.
Pendant la Première Guerre mondiale, le mouvement participe activement à la lutte pour l’indépendance de la Pologne. Celle-ci est acquise en 1918 et le mouvement scout peut entamer une nouvelle ère avec des activités plus pacifiques. C’est à cette époque (1919) qu’a été fondée officiellement l’Association nationale du scoutisme polonais (ZHP). La ZHP fut un membre fondateur de l’Organisation mondiale du scoutisme (OMMS) et de l’Association mondiale des guides et des éclaireuses (AMGE).

### Guerre et période communiste
Au début de la Seconde Guerre mondiale, les unités guides et scouts qui demeurèrent dans le pays occupé par les nazis formèrent une organisation clandestine affiliée au pouvoir national. « L’union du Trèfle » fut l’un des noms clandestins de l’Association des guides qui mérita le respect de toute la société polonaise de l’époque. Les guides aidaient de différentes façons : les malades, les pauvres, ceux qui n’avaient plus de toit et les enfants; elles participaient également au mouvement de la résistance dans tout le pays. 
Les scouts de leur côté continuèrent à servir clandestinement sous le nom de « Les Factions grises » (Szare Szeregi en polonais). Selon leur âge, ils travaillaient soit à la distribution de la presse clandestine, à l’organisation d’un service postal ainsi qu’à plusieurs autres tâches incluant la lutte armée.
En 1944 quand l’Armée rouge et le pouvoir national de Pologne libérèrent le pays de l’occupation nazie, le régime communiste se mit peu à peu en place. La pression politique rendait de plus en plus difficile la pratique du scoutisme et finalement, en 1950, l’association (ZHP) a dû suspendre ses activités. D’autre part, sur la base de quelques éléments de la méthode scoute et guide, on mit en place, dans les écoles un mouvement populaire pour les enfants. On l’appela « L’Organisation des scouts et guides » et non les « pionniers » comme cela fut le cas dans d’autres pays communistes. La Pologne a dû renoncer à son appartenance à l’AMGE et à l’OMMS en 1950.
La branche étrangère de l'association, ZHP-pgk (ZHP-au-delà des frontières), a cependant continué à exister en maintenant les traditions du ZHP d'avant guerre. Cette branche du scoutisme polonais est toujours active aujourd'hui dans plusieurs pays dont la France.
Après les changements politiques du pays, la ZHP fut rétablie en 1956 et plusieurs des anciens chefs scouts et guides revinrent pour reconstruire le scoutisme en Pologne. Malheureusement, le mouvement, dans sa forme traditionnelle, ne perdura que quelques années et peu à peu se modifia pour devenir une organisation populaire pour les enfants, endoctrinés par le régime communiste. Les années entre 1960 et 1980 furent très difficiles pour l’Association soumise à la forte influence du Parti communiste. Cependant, certaines unités continuèrent, de manière illégale, selon les traditions de B-P.

### Vers la fin du communisme et aujourd’hui
En 1978, un pape polonais est élu, ce qui donne du courage à certains membres des ZHP pour  s’insurger contre l’idéologie officielle. Ils créent le KIHAM (Cercle des Instructeurs d’Andrzej Malkowski) qui souhaite un retour au scoutisme traditionnel. Ils quittent le mouvement ZHP pour se mettre au service de l’Église de Pologne (organisation des voyages du pape, aide aux familles des personnes internées, etc.). Toutes ces actions exigeaient la création de bureaux locaux qui ensuite constituaient la structure secrète du mouvement scout appelé Mouvement des scouts de la république de Pologne (RHR) à partir de 1988. C’est de cette initiative qu’est née en 1990 l’association ZHR, traditionaliste au niveau du scoutisme et liée à l’Église de Pologne.
Au Congrès de 1990, la ZHP décida de revenir aux valeurs et aux méthodes traditionnelles du scoutisme mondial, se rapprocha du christianisme et commença des démarches pour réintégrer l’OMMS et l’AMGE. En 1996 la ZHP redevint de nouveau membre des deux associations mondiales.
L'UIGSE a également créé une association polonaise Stowarzyszenie Harcerstwa Katolickiego "Zawisza" Skauci Europy (Scouts d'Europe), un mouvement catholique d'environ 5 000 membres.

## Structure d’âges
- Les louveteaux et les jeannettes, en polonais zuchy (de 6 à 10 ans)
- Les scouts/éclaireurs et les guides, en polonais harcerze et harcerki (de 11 à 14 ans)
- Les aînés, en polonais harcerze starsi et harcerki starsze (de 14 à 16 ans)
- Les routiers, en polonais wędrownicy et wędrowniczki (de 17 à 25 ans)

## Symboles

### Devise
Le mot polonais pour dire « Toujours Prêt ! » est « Czuwaj! » [tchouvaï].

### Loi scoute
1. La guide/le scout est fidèle à sa promesse et remplit consciencieusement ses engagements.
2. La guide/le scout mérite confiance et agit comme le chevalier Zawisza
3. La guide/le scout sait être utile et aide les autres.
4. La guide/le scout est amie de tous et sœur de toute autre guide.
5. La guide/le scout agit selon le code chevaleresque.
6. La guide/le scout aime la nature et s'efforce de la connaître toujours davantage.
7. La guide/le scout est bien discipliné(e) et obéit à ses parents et à ses supérieurs.
8. La guide/le scout est toujours joyeux(se).
9. La guide/le scout est économe et généreux(se).
10. La guide/le scout travaille sur lui-même, est pur(e) en pensées, en paroles et en actes ; est exempt(e) de dépendances.

### Promesse
« Sur mon honneur, je m’engage à servir Dieu et la Pologne durant toute ma vie, à être toujours prêt(e) à aider mon prochain et à être fidèle à la loi scoute (guide). »